# Académie pontificale mariale internationale
L'Académie pontificale mariale internationale (Pontificia Academia Mariana Internationalis, souvent abrégé en PAMI)  est un institut d'études et de recherches dans le domaine de la théologie mariale (appelée 'mariologie'). L'académie fut établie en 1959  par la lettre apostolique Maiora in Dies de Jean XXIII.

## Rôles et activités
L'Académie est chargée de l'interprétation des documents mariologiques officiels de l'Église, dont Dominici gregis (en), Gloriosae Dominae (de), Ineffabilis Deus, Supremi apostolatus officio, Vi E Ben Noto, Octobri mense (en), Diuturni Temporis, Fidentem Piumque Animum, Adiutricem (de), Augustissimae Virginis Mariae Ad Diem Illum, Munificentissimus Deus, Fulgens corona (en), Ad caeli Reginam, Lumen gentium, Signum Magnum, Marialis Cultus, Rosarium Virginis Mariae et Redemptoris Mater.
L'Académie peut aussi être chargée d'évaluer l'authenticité des apparitions mariales. Elle a été chargée de plusieurs dossiers sur les apparitions, dont Fátima, le Laus, La Salette, Lourdes, Guadalupe, Pellevoisin, Pontmain, Knock, Beauraing et L'Île-Bouchard. 
Elle organise des rencontres annuelles et des congrès sur divers thèmes de mariologie, en outre sur les rapports de la mariologie avec la Bible, le dialogue interreligieux, le dialogue œcuménique, la liturgie, l'évangélisation, la diaconie, l'ecclésiologie, la théologie fondamentale, etc. Elle possède une chaire Duns Scot sur les questions mariales. 
Elle collabore avec la 'Société française d’études mariales', la 'Société mariologique espagnole', la 'Société mariologique des États-Unis', l'Aassociation allemande de mariologie', la 'Société mariologique colombienne', la 'Société œcuménique de la Bienheureuse Vierge Marie', l'Institut mariologique croate', 'Association mariologique interdisciplinaire d'Italie', l'Association mariologique polonaise, la 'Société mariologique du Moyen-Orient' et la 'Société mariologique indienne'. L'Académie compte parmi ses membres le cardinal Angelo Amato, qui siège aussi au Dicastère pour la Doctrine de la foi. 
En août 1996,  une commission d'experts en mariologie (12e Congrès marial) fut réunie pour statuer sur une éventuelle définition dogmatique de "Marie corédemptrice". Elle a répondu unanimement par la négative. L'Académie a commenté cette réponse en ces termes :: « La réponse de la Commission, intentionnellement brève, fut unanime et précise : il n'est pas opportun d'abandonner le chemin tracé par le concile de Vatican II et de procéder à la définition d'un nouveau dogme. » Elle se déclare même surprise par la demande de définition du titre de corédemptrice, « à l'égard duquel le magistère nourrit des réserves et qu'il écarte systématiquement ».